# Dendrobium laevifolium
Dendrobium laevifolium là một loài thực vật có hoa trong họ Lan. Loài này được Stapf mô tả khoa học đầu tiên năm 1924.